# Università Centrale del Venezuela
L’Università Centrale del Venezuela (o Universidad Central de Venezuela) è la più importante Università pubblica del Venezuela. È stata fondata nel 22 dicembre 1721. La Città Universitaria è stata progettata dall'architetto Carlos Raúl Villanueva ed è stata dichiarata Patrimonio dell'umanità dell'UNESCO nel 2000 per la sua innovazione architettonica. 

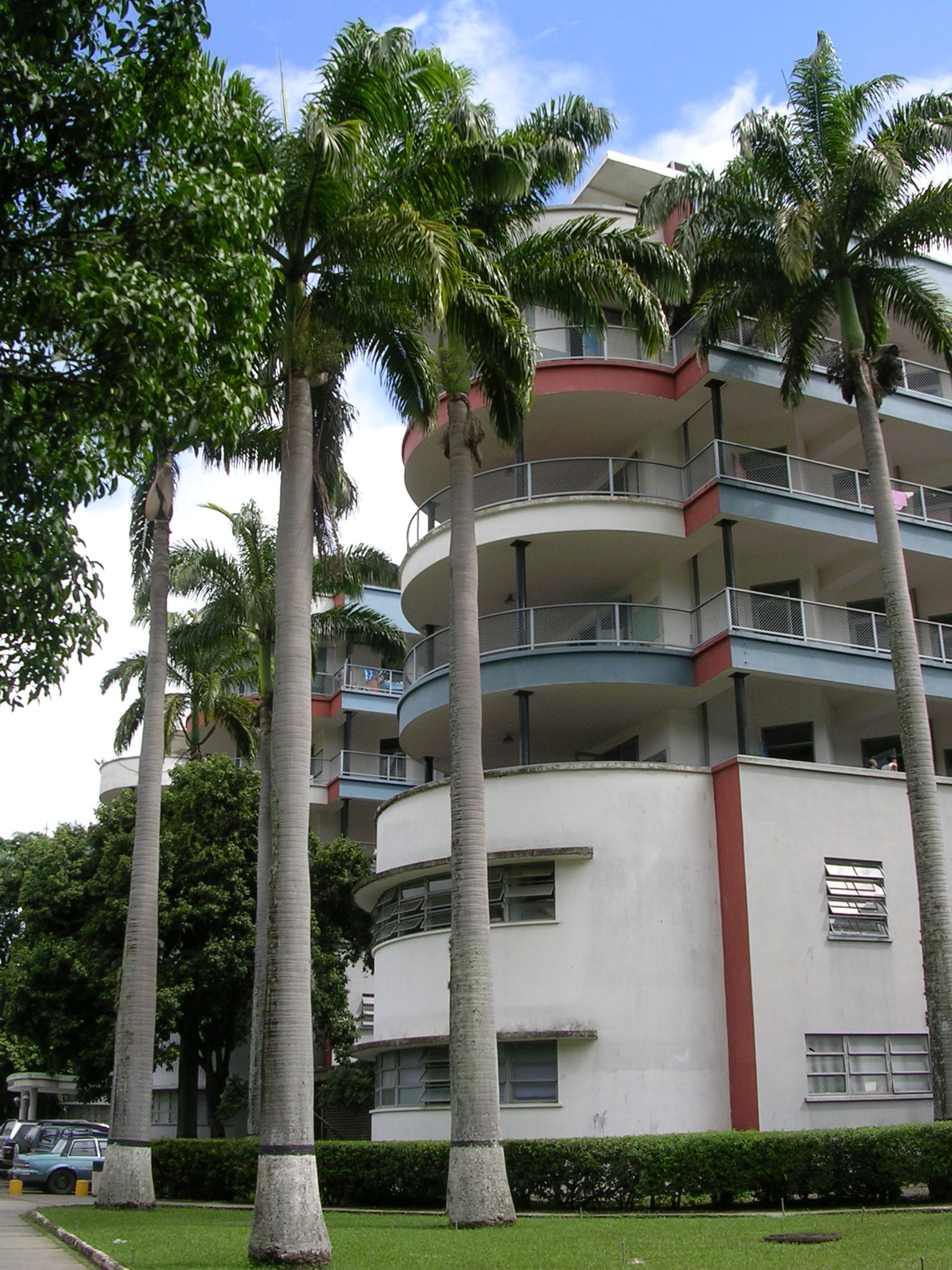
Ospedale Universitario

## Rettori

### XVIII secolo
- Francisco Martínez de Porras (1725-1732)
- José Ignacio Mijares de Solórzano (1732-1734)
- Gerónimo de Rada (1734-1739)
- Carlos Francisco de Herrera (1739 - 1740)
- Blas Arraéz de Mendoza (1740 - 1741)
- Juan Pérez Hurtado (1741 - 1744)
- Bonifacio de Frías Abadino (1744 - 1746)
- Gabriel Ramón de Ibarra (1746 - 1749)
- Carlos Francisco de Herrera (1749 - 1758)
- Francisco de Ibarra (1758 - 1771)
- Bartolome Antonio de Vargas (1771 - 1772)
- Domingo de Berroterán (1772 - 1785)
- José Domingo Blanco (1785 - 1787)
- José Ignacio Romero (1787 - 1789)
- Juan Agustín de la Torre (1789 - 1791)
- Domingo Rogerio Briceño (1791 - 1793)
- José Antonio Osío (1793 - 1794)
- Tomás Hernández Sanabria (1794 - 1795)
- Juan Vicente Echevarría (1795 - 1797)
- José Antonio Felipe Borges (1797 - 1799)
- José Vicente Machillanda (1799 - 1801)

### XIX secolo
- Domingo Gómez de Rus (1801 - 1803)
- Nicolás Antonio Osío (1803 - 1805)
- José Bernabé Díaz (1805 - 1807)
- Gabriel José Lindo (1807 - 1809)
- Tomás Hernández Sanabria (1809 - 1811)
- Manuel Vicente Maya (1811 - 1815)
- Juan de Rojas Queipo (1815 - 1817)
- Pablo Antonio Romero (1817 - 1819)
- José Manuel Oropeza (1819 - 1821)
- Miguel Castro y Marrón (1821 - 1823)
- Felipe Fermín Paul (1823 - 1825)
- José Cecilio Avila (1825 - 1827)
- José María Vargas (1827 - 1829)
- José Nicolás Díaz (1829 - 1832)
- Andrés Navarte (1832 - 1835)
- Juan Hilario Bosett (1835 - 1838)
- Tomás José Sanabria (1838 - 1841)
- José Alberto Espinosa (1841 - 1843)
- Domingo Quintero (1843 - 1846)
- Carlos Arvelo (1846 - 1849)
- Tomás José Sanabria (1849 - 1850)
- José Manuel García (1850 - 1852)
- Antonio José Rodríguez (1852 - 1855)
- Guillermo Michelena (1855 - 1858)
- Francisco Díaz Flores (1858 - 1860)
- Nicanor Borges (1860 - 1862)
- Elias Acosta (1862)
- Calixto Madrid (1862 - 1863)
- José Manuel García (1863 - 1868)
- Nicanor Borges (1868 - 1869)
- Carlos Arvelo, jr. (1869 - 1870)
- Alejandro Ibarra (1870 - 1873)
- Pedro Medina (1873 - 1876)
- Antonio Guzmán Blanco (1876 - 1877)
- Raimundo Andueza (1877 - 1879)
- Angel Rivas Baldwin (1879 - 1882)
- Jesús María Blanco Arnal (1882 - 1883)
- Manuel María Ponte (1883 - 1884)
- Aníbal Dominici (1884 - 1886)
- Ezequiel Jelambi (1886)
- Andrés A. Silva (1886 - 1887)
- Jesús Muñoz Tébar (1887)
- Aníbal Dominici (1887 - 1888)
- Martin J. Sanabria (1888 - 1889)
- Agustín Astúriz (1899 - 1890)
- Elías Rodríguez (1890 - 1895)
- Manuel Clemente Urbaneja (1895)
- Rafel Villacencio (1895 - 1897)
- Alberto Smith (1897 - 1898)
- Rafel Villacencio (1898 - 1899)

### XX secolo
- Santos Aníbal Dominici (1899 - 1901)
- José Antonio Baldó (1901 - 1905)
- Laureano Villanueva (1905 - 1906)
- Jesús Muñoz Tébar (1906 - 1908)
- Luis Razetti (1908)
- Elías Toro (1908 - 1910)
- Alejo Zuloaga Egusquiza (1910 -1911)
- Alberto Smith (1911)
- Manuel Angel Dagnino (1911)
- Alberto Smith (1911 - 1912)
- Manuel Angel Dagnino (1912)
- Felipe Guevara Rojas (1912)
- David Lobo Senior (1922 - 1924)
- Alejandro Urbaneja (1924 - 1925)
- Diego Carbonell (1925 - 1928)
- Juan Iturbe (1928)
- Plácido D. Rodríguez Rivero (1928 -1935)
- Francisco Antonio Rísquez (1935 - 1936)
- Alberto Smith (1936)
- Salvador Córdova (1936 - 1937)
- Antonio José Castillo (1937 - 1943)
- Rafael Pizani (1943 - 1944)
- Leopoldo García Maldonado (1944 - 1945)
- Juan Oropeza (1945 - 1946)
- Santiago Vera Izquierdo (1946 - 1948)
- Julio De Armas (1948 - 1951)
- Eloy Dávila Celis (1951)
- Julio García Alvarez (1951 - 1953)
- Pedro González Rincones (1953 - 1956)
- Emilio Espósito Jiménez (1956 - 1958)
- Francisco De Venanzi (1958 - 1963)
- Jesús María Bianco (1963 - 1970)
- Rafael Clemente Arraíz (1971)
- Oswaldo De Sola (1971 - 1972)
- Rafael José Neri (1972 - 1976)
- Miguel Larysse (1976 - 1980)
- Carlos A. Moro Guersi (1980 - 1984)
- Edmundo Chirinos (1984 - 1988)
- Luis Fuenmayor Toro (1988 - 1992)
- Simón Muñoz (1992 - 1996)
- Trino Alcides Díaz (1996 - 2000)

### XXI secolo
- Giuseppe Gianetto (2000 -2004)
- Antonio París (2004 -2008)
- Cecilia García Arocha (2008 - )